# Langues binandéréennes
Les langues binandéréennes sont une famille de langues papoues parlées en Papouasie-Nouvelle-Guinée, dans la province d'Oro. C'est la famille qui compte le plus grand nombre de locuteurs.

## Classification
Les langues binandéréennes sont rattachées à une famille hypothétique, les langues de Trans-Nouvelle-Guinée.

## Liste des langues
Selon Foley, les langues binandéréennes sont:
- suena
- yekora
- zia
- binandere
- ambasi
- aeka
- orokaiva
- hunjara
- notu
- yega
- gaina
- baruga
- dogoro
- korafe